# Niponius yamasakii
Niponius yamasakii är en skalbaggsart som beskrevs av Miwa 1934. Niponius yamasakii ingår i släktet Niponius och familjen stumpbaggar. Inga underarter finns listade i Catalogue of Life.